# Luna 5
Luna 5 (appelée aussi Lunik 5 ou Objet 01366) fut la cinquième sonde soviétique du programme Luna.

## Caractéristiques de la mission
- Pays : Union des républiques socialistes soviétiques
- Date de lancement : 9 mai 1965 à 7 h 55 min 00 s (UTC)
  - Site de lancement : Tyuratam, Cosmodrome de Baïkonour (Kazakhstan)
  - Lanceur : SS-6 (Sapwood) modifié avec un étage supérieur de seconde génération + étage de libération
- Masse : 1 474 kg[1]

## Déroulement
L'agence Tass attend le 12 pour préciser la mission et indiquer que la sonde Luna 5 est conçue pour poursuivre les essais en vue d'un atterrissage contrôlé sur le sol lunaire. La date et la trajectoire sont déterminées de façon que la sonde arrive sur des terrains éclairés par l'aube d'une journée lunaire et déjà connus par les photographies aériennes des sondes américaines du programme Ranger.
L'injection sur une trajectoire lunaire est faite en deux temps, comme pour Luna 4. Une correction de trajectoire est effectuée le 11. L'allumage tardif des rétrofusées conduisit à un impact sur le sol lunaire, fatal à la sonde, dans Mare Nubium (la mer des nuées). Des photographies de la Lune auraient été prises avant l'impact.